# جيك إيرلي
جيك إيرلي (بالإنجليزية: Jake Early)‏ هو لاعب كرة قاعدة أمريكي، ولد في 19 مايو 1915 في كينغز ماونتن في الولايات المتحدة، وتوفي في 31 مايو 1985 في ملبورن في الولايات المتحدة.

## وصلات خارجية
- جيك إيرلي على موقعبيزبول رفرنس.كوم (الدوري الرئيسي) (الإنجليزية)